# میچل مولهرن
میچل مولهرن (انگلیسی: Mitchell Mulhern؛ زادهٔ ۲۲ ژانویهٔ ۱۹۹۱) دوچرخه‌سوار اهل استرالیا است.
وی در مسابقات کشوری و بین‌المللی در مجموع برندهٔ ۱ مدال برنز شده‌است.